# طين صناعي
الطين الصناعي (بالإنجليزية: Synthetic Clay) هو مادة مُركبة تُصنع معمليًا لمحاكاة خصائص الطين الطبيعي، وتُستخدم في مجموعة واسعة من التطبيقات البيئية والهندسية، مثل عزل النفايات، تنقية المياه، تقوية التربة، والتحكم في تسرب السوائل. ويتميز هذا الطين بخصائص قابلة للتعديل حسب الحاجة، مثل اللزوجة، النفاذية، والامتصاص الأيوني.

## التركيب
يتكوّن الطين الصناعي غالبًا من مزيج من السيليكا، أكاسيد الألمنيوم، مواد بوليمرية مرنة، وأحيانًا جسيمات نانوية نشطة، كما قد تضاف إليه مركبات معدنية تمنحه خصائص مغناطيسية أو كهروكيميائية خاصة.

## الأنواع
- الطين البوليمري (Polymeric Clay): يُستخدم في التطبيقات الزراعية أو الطبّية.
- الطين النانوي (Nanoclay): ذو مساحة سطح كبيرة وقدرات عالية في الامتصاص.
- الطين الهندسي (Geo-engineered Clay): مصمم للتحكم في النفاذية والتمدد.
- الطين الذكي (Smart Clay): يغيّر خصائصه استجابة لحرارة، ضغط، أو إشارات كهربائية.

## الاستخدامات
- عزل النفايات: يدخل في صناعة البطانات الطينية الصناعية (GCLs) في مدافن النفايات لمنع تسرب المواد الخطرة.[3]
- تنقية المياه: يُستخدم في إزالة المعادن الثقيلة من المياه الجوفية.
- الزراعة الذكية: يحتفظ بالرطوبة ويطلقها تدريجيًا حسب الحاجة، مما يُقلل استهلاك المياه.
- البناء: يعزز التماسك بين طبقات التربة، ويُستخدم في الأساسات المقاومة للتسرب.

## الفرق بينه وبين الطين الطبيعي
- الطين الصناعي أكثر تجانسًا واستقرارًا.
- يمكن التحكم في خصائصه بدقة.
- مقاوم للظروف البيئية القاسية مقارنة بالطين الطبيعي.

## الآثار البيئية
يُعد الطين الصناعي آمنًا بيئيًا عند استخدامه وفقًا للمعايير، إلا أن بعض الأنواع قد تحتوي على مواد مضافة قابلة للتسرب إذا تدهورت بنيتها، ما يستوجب مراقبة دورية في تطبيقات العزل.